# Lista światowego dziedzictwa UNESCO w Szwecji
Lista światowego dziedzictwa UNESCO w Szwecji – lista miejsc w Szwecji wpisanych na listę światowego dziedzictwa UNESCO, ustanowionej na mocy Konwencji w sprawie ochrony światowego dziedzictwa kulturowego i naturalnego, przyjętej przez UNESCO na 17. sesji w Paryżu 16 listopada 1972 i ratyfikowanej przez Szwecję 22 stycznia 1985 roku.
Obecnie (stan w 2019 roku) na liście znajduje się 15 obiektów: 13 dziedzictwa kulturowego, 1 o charakterze przyrodniczym i 1 o charakterze kulturowo–przyrodniczym.
Na szwedzkiej liście informacyjnej UNESCO – liście obiektów, które Szwecja zamierza rozpatrzyć do zgłoszenia do wpisu na listę światowego dziedzictwa – znajduje się 1 propozycja (stan w roku 2019).

## Obiekty na liście światowego dziedzictwa UNESCO
Poniższa tabela przedstawia szwedzkie obiekty na liście światowego dziedzictwa UNESCO:
nr ref. – numer referencyjny UNESCO;
obiekt – polskie tłumaczenie nazwy wpisu na liście wraz z jej angielskim oryginałem;
położenie – miasto, region; współrzędne geograficzne;
typ – klasyfikacja według Komitetu Światowego Dziedzictwa:
- kulturowe (K),
- przyrodnicze (P),
- kulturowo–przyrodnicze (K,P).

rok wpisu – roku wpisu na listę i rozszerzenia wpisu;
opis – krótki opis obiektu wraz z informacjami o jego zagrożeniu.
     Wpisy transgraniczne
| Nr ref. | Obiekt                                                                                                  | Zdjęcie | Położenie | Typ                         | Rok       | Opis |
| ------- | --- | ------- | --- | --------------------------- | --------- | --- |
| 559     | Rezydencja królewska w Drottningholm Royal Domain of Drottningholm                                      |         | Sztokholm 59°19′18,2″N 17°53′13,0″E/59,321728 17,886933 | K (iv)                      | 1991      | Rezydencja królewska na wyspie Lovön na jeziorze Melar na przedmieściach Sztokholmu. Obejmuje pałac w stylu renesansowym z końca XVII wieku, otoczony barokowym ogrodem, XVIII-wieczny gmach teatru i pawilon chiński. Kompleks zainspirowany był architekturą Wersalu.                                                                                                   |
| 555     | Osady wikingów w Birka i Hovgärden Birka and Hovgården                                                  |         | | K (iii)(iv)                 | 1993      | Dwa stanowiska archeologiczne na wyspach jeziora Melar, Birka i Hovgärden, z pozostałościami osad wikingów z IX–X w. |
|         | Birka                                                                                                   |         | Sztokholm 59°20′11,5″N 17°32′43,9″E/59,336528 17,545528 |                             |           | |
|         | Hovgården                                                                                               |         | Sztokholm 59°21′41,3″N 17°31′54,2″E/59,361481 17,531733 |                             |           | |
| 556     | Odlewnia żelaza w Engelsberg Engelsberg Ironworks                                                       |         | Västmanland 59°58′00″N 16°00′30″E/59,966667 16,008333 | K (iv)                      | 1993      | Najlepiej zachowana odlewnia żelaza z okresu dominacji Szwecji w produkcji wysokiej jakości żelaza w XVII–XVIII w. |
| 557     | Rysunki naskalne w Tanum Rock Carvings in Tanum                                                         |         | Tanumshede Västra Götaland 58°42′04″N 11°20′28″E/58,701111 11,341111 | K (i)(iii)(iv)              | 1994      | Zespół licznych petroglifów datowanych na epokę brązu z przedstawieniami m.in. postaci ludzkich, zwierząt, broni, statków, prezentujących wysoki poziom artystyczny. |
| 558     | Cmentarz leśny w Skogskyrkogrden Skogskyrkogården                                                       |         | Sztokholm 59°16′32,0″N 18°05′58,0″E/59,275556 18,099444 | K (ii)(iv)                  | 1994      | Cmentarz w Sztokholmie powstały w latach 1917–1920 według projektu Gunnara Asplunda (1885–1940) i Sigurda Lewerentza (1885–1975) w miejscu dawnego żwirowiska porośniętego sosnami. |
| 731     | Hanzeatyckie miasto Visby Hanseatic Town of Visby                                                       |         | Gotland 57°38′20″N 18°17′40″E/57,638889 18,294444 | K (iv)(v)                   | 1995      | Główny ośrodek handlowy Hanzy na Bałtyku, najlepiej zachowane miasto warowne i handlowe w Europie Północnej. |
| 762     | Miasto-kościół Gammelstad w Lulei Church Town of Gammelstad, Luleå                                      |         | Norrbotten 65°38′44,4″N 22°01′39,1″E/65,645667 22,027528 | K (ii)(iv)(v)               | 1996      | Miasto nad Zatoką Botnicką, najlepiej zachowany przykład „miasta-kościoła” z 424 drewnianymi domami skupionymi wokół kamiennego kościoła z początku XV w. Miasto zamieszkiwane było jedynie na czas sprawowania kultu oraz świąt religijnych przez wiernych z otaczających wiosek, którym odległość oraz trudne warunki naturalne nie pozwalały na szybki powrót do domu. |
| 774     | Kraina Laponii Laponian Area                                                                            |         | Norrbotten 67°20′00″N 17°35′00″E/67,333333 17,583333 | K,P (iii)(v)(vii)(viii)(ix) | 1996      | Podbiegunowy region na północy Szwecji zamieszkały przez Lapończyków, gdzie nadal obowiązuje tradycyjny tryb życia oparty na sezonowym wypasie zwierząt – reniferów. |
| 871     | Port morski w Karlskronie Naval Port of Karlskrona                                                      |         | Blekinge 56°11′00″N 15°39′00″E/56,183333 15,650000 | K (ii)(iv)                  | 1998      | Karlskrona – doskonale zachowany przykład europejskiego założenia miasta portowego z końca XVII w. |
| 968     | Krajobraz rolniczy południowej Olandii Agricultural Landscape of Southern Öland                         |         | Olandia Kalmar 56°28′00″N 16°33′00″E/56,466667 16,550000 | K (iv)(v)                   | 2000      | Obszar wapiennego płaskowyżu w południowej częścią Olandii na Morzu Bałtyckim, zamieszkały nieprzerwanie od 5 tys. lat, gdzie mieszkańcy dostosowali swój tryb życia do wymogów fizycznych wyspy, tworząc unikalny krajobraz rolniczy. |
| 898     | Pobrzeże Zachodniobotnickie wraz z archipelagiem Kvarken High Coast / Kvarken Archipelago               |         | | P (viii)                    | 2000 2006 | Obszar Pobrzeża Zachodniobotnickiego i archipelagu Kvarken obejmuje pobrzeże Zatoki Botnickiej i 5600 wysp i wysepek na Morzu Bałtyckim ukształtowanych przez topniejącą pokrywę lodowcową ok. 10–24 tys. lat temu. Wpis wraz z Finlandią. |
|         | Pobrzeże Zachodniobotnickie                                                                             |         | Västernorrland 63°00′00″N 18°30′00″E/63,000000 18,500000 |                             |           | |
|         | Kvarken Północny                                                                                        |         | Västernorrland 63°18′00″N 21°18′00″E/63,300000 21,300000 |                             |           | |
| 1027    | Strefa górnicza Wielkiej Góry Rudy Miedzianej w Falun Mining Area of the Great Copper Mountain in Falun |         | Dalarna 60°35′56″N 15°36′44″E/60,598889 15,612222 | K (ii)(iii)(v)              | 2001      | Kopalnia miedzi w Falun, znana jako Wielki Szyb w Falun, stanowi świadectwo świetności jednego z najważniejszych dawnych regionów górniczych na świecie. |
| 1134    | Radiostacja Varberg Grimeton Radio Station, Varberg                                                     |         | Halland 57°06′50,1″N 12°24′15,2″E/57,113917 12,404222 | K (ii)(iv)                  | 2004      | Radiostacja Varberg, wzniesiona w latach 1922–1924, składa się ze stacji przekaźnikowej oraz zespołu sześciu anten umieszczonych na stalowych wieżach o wysokości 127 m. Jest doskonale zachowanym świadectwem pierwszej transatlantyckiej komunikacji bezprzewodowej. |
| 1187    | Południk Struvego Struve Geodetic Arc                                                                   |         | Tynnyrilaki 68°15′18″N 22°58′59″E/68,255000 22,983056 Jupukka 67°16′36″N 23°14′35″E/67,276667 23,243056 Pullinki 66°38′47″N 23°46′55″E/66,646389 23,781944 Perävaara 66°01′05″N 23°55′21″E/66,018056 23,922500 | K (ii)(iv)(vi)              | 2005      | Sieć triangulacyjnych punktów pomiarowych, ciągnąca się od Fuglenes na przedmieściach Hammerfest na Przylądku Północnym przez 2820 km i dziesięć krajów. Wpis transgraniczny z Białorusią, Estonią, Finlandią, Litwą, Łotwą, Norwegią, Mołdawią, Rosją i Ukrainą. |
| 1282    | Zdobione domy wiejskie w Hälsinglandzie Decorated Farmhouses of Hälsingland                             |         | Gävleborg 61°42′26″N 16°11′45″E/61,707222 16,195833 | K (v)                       | 2012      | Siedem drewnianych domów z wykwintnie zdobionymi zabudowaniami. Wnętrza zdobią malowidła stanowiące połączenie lokalnej sztuki ludowej ze stylami preferowanymi przez ówczesne ziemiaństwo – barokiem i rokoko. |

## Obiekty na szwedzkiej Liście Informacyjnej UNESCO
Poniższa tabela przedstawia obiekty na szwedzkiej liście informacyjnej UNESCO:
nr ref. – numer referencyjny UNESCO;
obiekt – polskie nazwa obiektu wraz z jej angielskim oryginałem na szwedzkiej liście informacyjnej;
położenie – miasto, region; współrzędne geograficzne;
typ – klasyfikacja według zgłoszenia:
- kulturowe (K),
- przyrodnicze (P),
- kulturowo–przyrodnicze (K,P).

rok wpisu – rok wpisu na listę informacyjną;
opis – krótki opis obiektu wraz z informacjami o jego zagrożeniu.
     Wpisy transgraniczne
| Nr ref. | Obiekt                                                           | Zdjęcie | Położenie                                           | Typ    | Rok  | Opis |
| ------- | ---------------------------------------------------------------- | ------- | --------------------------------------------------- | ------ | ---- | --- |
| 5491    | Powstanie systematycznej biologii The Rise of Systematic Biology |         |                                                     | K (vi) | 2009 | W 2009 roku Szwecja zgłosiła propozycję wpisu trzynastu obiektów związanych z początkami systematycznej biologii na terenie ośmiu państw. Na terenie Szwecji wpis obejmuje 6 obiektów. |
|         | Råshult                                                          |         | Kronoberg 56°36′57″N 14°12′00″E/56,615833 14,200000 |        |      | |
|         | Ogród Linneusza i Muzeum Linneusza                               |         | Uppsala 59°51′44″N 17°38′02″E/59,862222 17,633889   |        |      | |
|         | Herbationes Upsalienses, Rezerwat Hågadalen-Nåsten               |         | Uppsala 59°49′07″N 17°34′25″E/59,818611 17,573611   |        |      | |
|         | Herbationes Upsalienses, Rezerwat Fäbodmossens                   |         | Uppsala 59°56′35″N 17°19′18″E/59,943056 17,321667   |        |      | |
|         | Herbationes Upsalienses, Rezerwat Årike Fyris                    |         | Uppsala 59°49′14″N 17°40′15″E/59,820556 17,670833   |        |      | |
|         | Linnés Hammarby                                                  |         | Uppsala 59°49′02″N 17°46′36″E/59,817222 17,776667   |        |      | |